# Neveste perfecte (film din 2004)
Neveste perfecte (în engleză The Stepford Wives) este un film din 2004 regizat de Frank Oz, scris de Paul Rudnick, cu actorii Nicole Kidman, Matthew Broderick, Bette Midler, Christopher Walken, Faith Hill și Glenn Close. Este bazat pe romanul omonim din 1972 scris de Ira Levin.

## Distribuție
- Nicole Kidman - Joanna Eberhart
- Matthew Broderick - Walter Kresby
- Bette Midler - Roberta "Bobbie" Markowitz
- Christopher Walken - Mike Wellington
- Glenn Close - Claire Wellington
- Roger Bart - Roger Bannister
- Faith Hill - Sarah Sunderson
- Jon Lovitz - Dave Markowitz
- Matt Malloy - Herb Sunderson
- David Marshall Grant - Jerry Harmon
- Kate Shindle - Beth Peters
- Lorri Bagley - Charmaine Van Sant
- Lisa Lynn Masters - Carol Wainwright
- Robert Stanton - Ted Van Sant
- Mike White - Hank
- Carrie Preston - Barbara
- KaDee Strickland - Tara
- Larry King - Rolul ei
- Meredith Vieira - gazda Balance of Power
- Billy Bush - gazda I Can Do Better
- Mary Beth Peil - Helen Devlin
- Dylan Hartigan - Pete Kresby, fiul Joannei și al lui Walter